# Las ratas (novela)
Las ratas es una novela de Miguel Delibes, publicada por primera vez en enero de 1962 y que narra la vida en un pequeño pueblo castellano, apartado de cualquier capital y notablemente más atrasado. Es una denuncia social que muestra la mísera existencia en los pueblos sometidos al latifundismo, con sus habitantes sometidos a la tiranía del dueño de las tierras. 
El protagonista es el Nini, un niño de once años que vive únicamente con su padre, el Tío Ratero (llamado así porque caza ratas para alimentarse) en una cueva apartada del pueblo. El Nini es una especie de sabio al que todos acuden con dudas sobre la cosecha, la lluvia, los animales o el santoral, y que parece poseer todos esos conocimientos por «ciencia infusa». Su madre (hermanastra de su padre) fue internada en un psiquiátrico cuando el Nini era muy niño, y como apoyo emocional sólo tiene la compañía de su perra y el amor y el conocimiento del campo que le rodea. 
El alcalde del pueblo quiere acabar con las cuevas por la presión del gobernador civil, pero el Tío Ratero se niega a dejar la única casa que ha conocido. Doña Resu, beata de posibles, quiere que el Nini reciba una educación que le permita progresar en la vida. El rico del pueblo quiere que el Nini trabaje para él cuando sea mayor. Un cazador furtivo depreda todos los animales que encuentra a su paso, mientras el Nini trata de salvar a las crías y mitigar el daño. Pero la tragedia llega cuando un hombre joven de un pueblo cercano empieza a cazar ratas por diversión en el mismo territorio que el Tío Ratero y las presas comienzan a escasear.
Según cuenta el propio Delibes la redacción de Las ratas buscaba dar continuidad a la campaña de denuncia que había comenzado en prensa el Norte de Castilla señalando el abandono del mundo rural castellano, y que resultaba bastante incómoda a las autoridades franquistas. Tras la prohibición ministerial de seguir hablando del tema en el periódico, Delibes consideró que escribir una novela sobre la miseria del campo castellano tendría más probabilidades de sortear la censura franquista. La astucia del escritor tuvo en parte su recompensa: la repercusión que tuvo la publicación de la novela influyó en los ministerios de Agricultura y Obras Públicas  para que tomaran cartas en el asunto ante el problema rural poniendo en marcha el estudio previo del Plan Tierra de Campos.
Antonio Giménez Rico dirigió para la gran pantalla una adaptación homónima de la novela protagonizada por Álvaro Monje, José Caride y Francisco Algora. Se estrenó en 1998.

## Argumento
Aunque normalmente se considera una obra de denuncia social, la novela se adentra de modo sutil en el misterio del bien y el mal. El protagonista es un niño de once años que posee una extraña sabiduría y una no menos singular bondad, tanto más sorprendentes teniendo en cuenta el entorno de degeneración en el que ha nacido (hijo de una mísera pareja de hermanastros que viven en una cueva) y las mezquindades de sus vecinos del pueblo. Llega a mostrarse como profeta, cuando parece anunciar la salvación de la cosecha por el viento del Norte, y algún personaje le compara con "Jesús entre los doctores". 
Es, en definitiva, un brote de pureza entre tanta miseria, que lo asemeja a otros protagonistas de Delibes, inocentes e hipersensibles, afectados más que otros por la maldad de sus semejantes pero sin contagiarse de ella, como un curioso engendro de la bondad originaria y el vicio que, en la visión pesimista de Delibes, suele salir triunfante, como muestra el final de Las ratas.